# Sakamichi Series
Sakamichi series se refiere a una franquicia de grupos femeninos japoneses, que empezó con Nogizaka46, fue formado el 22 de agosto de 2011 y debutaron con su primer sencillo «Guruguru Curtain» el 22 de febrero de 2012.
El segundo grupo, y el primer grupo hermano de Nogizaka46, Keyakizaka46, fue creado el 21 de agosto de 2015. En un principio fue nombrado Toriizaka antes de que se le cambiara el nombre. Debutaron con su primer sencillo «Silent Majority» el 6 de abril de 2016. Un subgrupo conocido como Hiragana Keyakizaka46 fue creado el 30 de noviembre de 2015.
El 21 de febrero de 2018, Yoshimotozaka46 fue creado como el tercer grupo en la franquicia. Es un grupo diferente a los anteriormente creados ya que contiene miembros tanto masculinos como femeninos y de diversas edades, la mayoría de sus miembros son parte del mundo del entretenimiento japonés. A diferencia de los otros grupos, Yoshimotozaka46 está nombrado después de la compañía que dirige comediantes japoneses y está basado en Osaka. Publicaron su primer sencillo, «Nakasete Kure yo», el 26 de diciembre diciembre de 2018.
En el verano de 2018, se celebró el "Sakamichi joint audition", en la cual participaron más de 129.000 mujeres de todo Japón, se seleccionaron únicamente a 36. De estos 36 nuevos miembros, 21 fueron inmediatamente aceptadas donde 11 de ellas ingresaron a Nogizaka46, nueve a Keyakizaka46, y una a Hinatazaka46. Las otras quince aspirantes fueron agrupadas como Sakamichi Kenshusei (坂道研修生) donde serían instruidas como aprendices durante 2019.
El 11 de febrero de 2019, el subgrupo de Keyakizaka46, Hiragana Keyakizaka46, se convirtió en un grupo independiente y junto a ello recibió el nombre de Hinatazaka46, convirtiéndose en el cuarto grupo en la franquicia. Publicaron su primer sencillo,«Kyun», el 27 de marzo de 2019.
El 16 de febrero del 2020, catorce de las aprendices "Sakamichi Kenshusei" fueron finalmente asignadas a los tres grupos, 5 se unieron a Nogizaka46, 6 a Keyakizaka46 y 3 a Hinatazaka46. El miembro restante abandonó el grupo de aprendices en algún punto.
El 16 de julio de 2020, durante un concierto en línea, fue anunciado que Keyakizaka46 cambiaría el nombre del grupo y haría un renombre con el nombre nuevo todavía para ser sabido en ese momento.
El 14 de octubre de 2020 se cambia el nombre de Keyakizaka46 a Sakurazaka46.

## Grupos actuales
| Nombre del grupo                                                   | Años activos                                    | Ubicación    | Notas |
| ------------------------------------------------------------------ | ----------------------------------------------- | ------------ | --- |
| Nogizaka46 (乃木坂46)                                              | 2011–presente                                   | Tokio, Japón | |
| Keyakizaka46 (欅坂46) Sakurazaka46 (櫻坂46)                        | 2015–2020 2020-presente                         | Tokio, Japón | El 14 de octubre de 2020 se cambia el nombre de Keyakizaka46 a Sakurazaka46. |
| Yoshimotozaka46 (吉本坂46)                                         | 2018–presente (hiatus)                          | Osaka, Japón | Primero en Sakamichi Series en mezclar hombres y mujer y no tener límite de edad para unirse. El 29 de octubre de 2021 anuncian que el grupo entra en un hiatus por tiempo indefinido. |
| Hiragana Keyakizaka46 (ひらがなけやき坂46) Hinatazaka46 (日向坂46) | 2015-2019 (Hiragana Keyakizaka46) 2019–presente | Tokio, Japón | El 11 de febrero de 2019 se convierten en un grupo independiente con el nombre Hinatazaka46.                                                                                           |